# Vor Frelsers Sogn (Vejle Kommune)

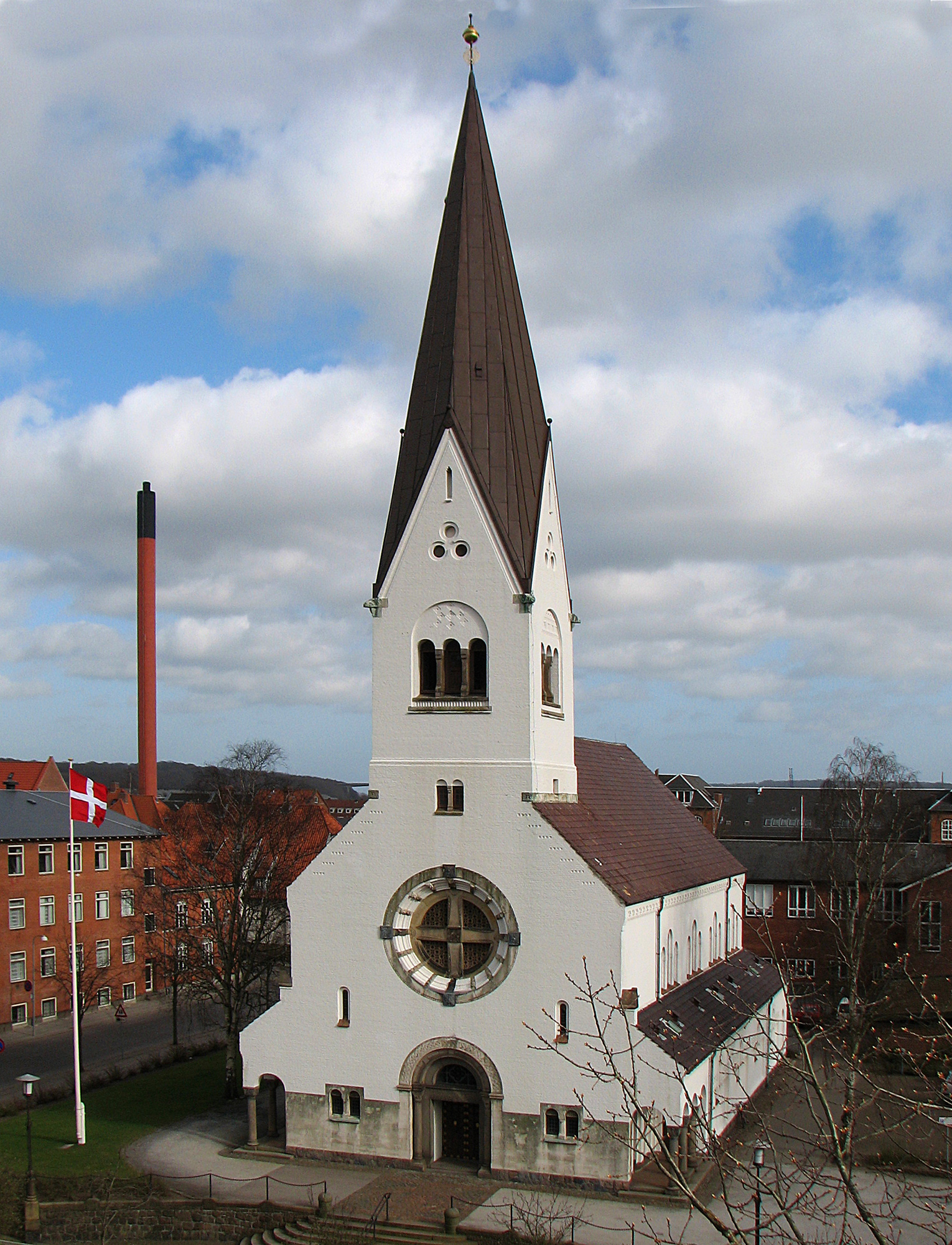
Vor Frelsers Kirke, Vejle

Vor Frelsers Sogn (dt.: Unser Heiland) ist ein Kirchspiel (dän.: Sogn) im südlichen Dänemark. Von den 61.310 Einwohnern von Vejle  leben 7370 im Vor Frelsers Sogn (Stand:1. Januar 2023). Im Kirchspiel liegt die Kirche „Vor Frelsers Kirke“.
Nachbargemeinden sind im Süden Sankt Nikolaj Sogn, im Westen Sankt Johannes Sogn, im Nordwesten Hover Sogn, im Norden Nørremarks Sogn und im Osten Bredballe Sogn.
Bis 1970 gehörte sie zur Harde Nørvang Herred im damaligen Vejle Amt, danach zur Vejle Kommune im erweiterten Vejle Amt, die im Zuge der Kommunalreform zum 1. Januar 2007 in der „neuen“  Vejle Kommune in der Region Syddanmark aufgegangen ist.